# Filip Gustavsson
Filip Gustavsson (Skellefteå, Suecia, 7 de junio de 1998), Gus the Bus o Goose, es un jugador profesional sueco de hockey sobre hielo que se desempeña en la posición de guardameta en Minnesota Wild, equipo de la National Hockey League (NHL).

## Carrera
Fue seleccionado en la segunda ronda en la NHL Entry Draft de 2016. En 2020 hizo su debut profesional con el equipo Ottawa Senators, en el cual jugó dos temporadas (2020-2022), después pasó a Minnesota Wild, donde lleva jugando dos temporadas.